# Поздрав
Поздравът е акт на общуване, при който човешките същества умишлено уведомяват за своето присъствие помежду си, за да покажат внимание и да подскажат тип взаимоотношения (обикновено сърдечни) или социален статус (формален или неформален) между отделни лица или групи хора, встъпващи в контакт помежду си. Поздравите понякога се използват непосредствено преди разговор или за поздрав мимоходом, например на тротоар или пътека. Макар че обичаите за поздравяване са силно специфични за културата и ситуацията и могат да се променят в рамките на една култура в зависимост от социалния статус и взаимоотношения, те съществуват във всички известни човешки култури. Поздравите могат да бъдат изразени както звуково, така и физически и често включват комбинация от двете. Тази тема изключва военни и церемониални салюти, но включва ритуали, различни от жестове. Поздрав или приветствие може да бъде изразен и в писмени съобщения, като писма и имейли.

## Галерия
- Китайски поздрав
- Поздрав с целуване на ръка, 1988 г.
- Поздрав с лакът (по време на епидемия от ебола), 2014 г.
- Тайландски поздрав
- Поздрав с махане с ръка